# TEX30
TEX30 (англ. Testis expressed 30) – білок, який кодується однойменним геном, розташованим у людей на 13-й хромосомі. Довжина поліпептидного ланцюга білка становить 227 амінокислот, а молекулярна маса — 25 585.
| 10         |  | 20         |  | 30         |  | 40         |  | 50         |
| ---------- |  | ---------- |  | ---------- |  | ---------- |  | ---------- |
| MSHTEVKLKI |  | PFGNKLLDAV |  | CLVPNKSLTY |  | GIILTHGASG |  | DMNLPHLMSL |
| ASHLASHGFF |  | CLRFTCKGLN |  | IVHRIKAYKS |  | VLNYLKTSGE |  | YKLAGVFLGG |
| RSMGSRAAAS |  | VMCHIEPDDG |  | DDFVRGLICI |  | SYPLHHPKQQ |  | HKLRDEDLFR |
| LKEPVLFVSG |  | SADEMCEKNL |  | LEKVAQKMQA |  | PHKIHWIEKA |  | NHSMAVKGRS |
| TNDVFKEINT |  | QILFWIQEIT |  | EMDKKCH    |  |            |  |            |

A: Аланін

C: Цистеїн

D: Аспарагінова кислота

E: Глутамінова кислота

F: Фенілаланін

G: Гліцин

H: Гістидин

I: Ізолейцин

K: Лізин

L: Лейцин

M: Метіонін

N: Аспарагін

P: Пролін

Q: Глутамін

R: Аргінін

S: Серин

T: Треонін

V: Валін

W: Триптофан

Задіяний у такому біологічному процесі, як альтернативний сплайсинг. 